# Municipio de Two Inlets
El municipio de Two Inlets (en inglés: Two Inlets Township) es un municipio ubicado en el condado de Becker en el estado estadounidense de Minnesota. En el año 2010 tenía una población de 213 habitantes y una densidad poblacional de 2,29 personas por km².

## Geografía
El municipio de Two Inlets se encuentra ubicado en las coordenadas 47°1′13″N 95°13′57″O / 47.02028, -95.23250. Según la Oficina del Censo de los Estados Unidos, el municipio tiene una superficie total de 93.07 km², de la cual 88,36 km² corresponden a tierra firme y (5,06 %) 4,71 km² es agua.

## Demografía
Según el censo de 2010, había 213 personas residiendo en el municipio de Two Inlets. La densidad de población era de 2,29 hab./km². De los 213 habitantes, el municipio de Two Inlets estaba compuesto por el 98,12 % blancos, el 1,41 % eran amerindios y el 0,47 % eran de una mezcla de razas. Del total de la población el 0 % eran hispanos o latinos de cualquier raza.